# 極道上司の甘い顔 〜俺と一緒に住まないか〜
『極道上司の甘い顔 〜俺と一緒に住まないか〜』（ごくどうじょうしのあまいかお おれといっしょにすまないか）は、真霜ナオによるチャットノベル。『peep』（taskey）にて2023年10月18日より連載中
＠R作画による漫画版『極道上司に愛されたら〜冷徹カレとの甘すぎる同居〜』（ごくどうじょうしにあいされたら れいてつカレとのあますぎるどうきょ）がtaskeyの電子コミックレーベル「comic 恋とカシス」の作品として2024年9月20日より『めちゃコミック』にて連載中。
2025年7月より、毎日放送にてテレビドラマが放送中。

## テレビドラマ
『極道上司に愛されたら』のタイトルで、2025年7月23日（22日深夜）から9月10日（9日深夜〈予定〉）まで毎日放送「ドラマイズム」枠で放送中。主演は戸塚祥太（A.B.C-Z）と紺野彩夏。

### キャスト

#### 主要人物
小田切蓮（おだぎり れん）
演 - 戸塚祥太（A.B.C-Z）

菅原真琴（すがわら まこと）
演 - 紺野彩夏

#### 周辺人物
仙崎虎（せんざき とら）
演 - 中村嶺亜（KEY TO LIT）

川谷愛菜（かわたに あいな）
演 - 星乃夢奈

石崎勇人（いしざき ゆうと）
演 - 赤澤遼太郎

遠藤ゆみ（えんどう ゆみ）
演 - 朝日ななみ

松本涼平（まつもと りょうへい）
演 - 堀家一希

青木佑磨（あおき ゆうま）
演 - 山﨑光

木場春華（きば はるか）
演 - 柾木玲弥

菅原弘子（すがわら ひろこ）
演 - 山田キヌヲ

### スタッフ
- 原作 - 真霜ナオ・＠R『極道上司に愛されたら〜冷徹カレとの甘すぎる同居〜』[5][6]
- 監督 - 柴田啓佑、酒見アキモリ[5][6]
- 脚本 - 富安美尋、松下沙彩[5][6]
- 音楽 - 遠藤浩二
- オープニング主題歌 - Soala「自分勝手」
- エンディング主題歌 - A.B.C-Z「Just Romantic!」（PONY CANYON）[7]
- 刺青 - H&M's Tattoo[8]
- チーフプロデューサー - 丸山博雄、内部健太郎（エイベックス・フィルムレーベルズ）
- プロデューサー - 櫻田惇平、神殿璃沙、庄島智之（エイベックス・フィルムレーベルズ）、伊藤茜（メディアプルポ）
- 制作プロダクション - メディアプルポ[5][6]
- 製作 - 「極道上司に愛されたら」製作委員会、毎日放送[5][6]、エイベックス・ピクチャーズ
- 制作・出版 - taskey[5][6]

### 放送日程
| 話数  | 放送日  | サブタイトル                             | 脚本     | 監督         |
| ----- | ------- | ---------------------------------------- | -------- | ------------ |
| 第1話 | 7月23日 | 冷徹な極道上司とキケンな同居生活の幕開け | 富安美尋 | 柴田啓佑     |
| 第2話 | 7月30日 | 極道上司の優しさに触れて…                | 富安美尋 | 柴田啓佑     |
| 第3話 | 8月06日 | 溢れだす想いに蓋を                       | 松下沙彩 | 柴田啓佑     |
| 第4話 | 8月13日 | 不安な夜を越えて…                        | 松下沙彩 | 柴田啓佑     |
| 第5話 | 8月20日 | 蘇る悪夢、そして試される愛               | 富安美尋 | 酒見アキモリ |

### ネット局
| 放送期間        | 放送時間                     | 放送局    | 対象地域   | 備考   |
| --------------- | ---------------------------- | --------- | ---------- | ------ |
| 2025年7月23日 - | 水曜 0:59 - 1:29（火曜深夜） | 毎日放送  | 近畿広域圏 | 製作局 |
|                 | 水曜 1:28 - 1:58（火曜深夜） | TBSテレビ | 関東広域圏 |        |

### ネット配信
| 配信開始月 | 配信サイト    | 配信料金     | 備考           |
| ---------- | ------------- | ------------ | -------------- |
| 2025年7月  | TVer          | 広告付き無料 | 見逃し配信     |
| 2025年7月  | MBS動画イズム | 広告付き無料 | 見逃し配信     |
| 2025年7月  | FOD           | 定額制有料   | 見放題独占配信 |

| 毎日放送 ドラマイズム | 毎日放送 ドラマイズム | 毎日放送 ドラマイズム |
| 前番組                | 番組名                | 次番組                |
| --------------------- | --------------------- | --------------------- |
| あやしいパートナー    | 極道上司に愛されたら  | 君がトクベツ          |